# Thitsar Arman FC
Der Thitsar Arman Football Club ist ein Fußballverein aus Myanmar. Der Verein ist in Rangun beheimatet und spielt in der höchsten Liga des Landes, der Myanmar National League.

## Erfolge
- Myanmarischer Zweitligameister: 2023  ▲

## Stadion

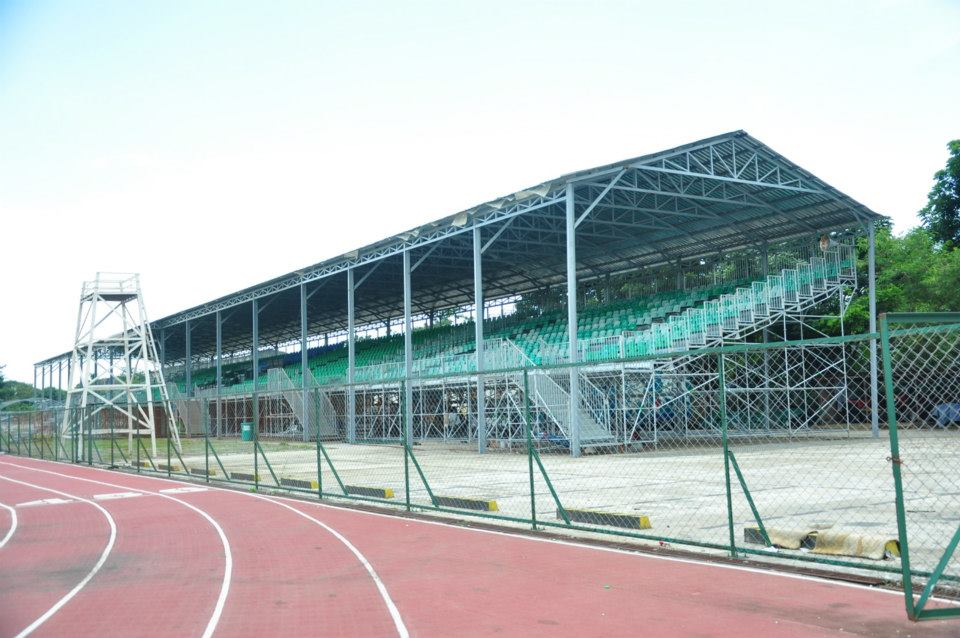
Yangon United Sports Complex

Der Verein trägt seine Heimspiele im Yangon United Sports Complex in Rangun aus. Die Spielstätte hat ein Fassungsvermögen von 3500 Personen.

## Aktueller Kader
Stand: 11. November 2024
| Nr. |          | Position | Name             |
| --- | -------- | -------- | ---------------- |
| 1   | Thailand | TW       | Naing Lin Aung   |
| 2   | Thailand | AB       | Hein Htet Si Thu |
| 3   | Thailand | AB       | Hein Htet Zaw    |
| 5   | Thailand | MF       | Aung Tun Tun     |
| 6   | Thailand | MF       | Yell Min Kyaw    |
| 7   | Thailand | MF       | Min Maw Oo       |
| 8   | Thailand | MF       | Aung Zaw Myo     |
| 9   | Thailand | ST       | Naing Win Tun    |
| 10  | Thailand | MF       | Sone Pyae Aung   |
| 11  | Thailand | ST       | Hla Tun          |
| 12  | Thailand | AB       | Myat Phone Khant |
| 13  | Thailand | AB       | Si Thu Win       |
| 14  | Thailand | MF       | Aung Kyaw Hein   |
| 15  | Thailand | AB       | Kyaw Wunna       |
| 16  | Thailand | ST       | Shine Wanna Aung |

| Nr. |          | Position | Name             |
| --- | -------- | -------- | ---------------- |
| 17  | Thailand | ST       | Saw Myo Zaw      |
| 18  | Thailand | MF       | Naing Lin Oo     |
| 18  | Thailand | TW       | Kam Lian Tuang   |
| 19  | Thailand | AB       | Lin Htet Oo      |
| 20  | Thailand | MF       | Aung Pyae Sone   |
| 21  | Thailand | MF       | Ye Kaung Sat     |
| 22  | Thailand | MF       | Thuya Zaw        |
| 23  | Thailand | MF       | Thein Tun Aung   |
| 25  | Thailand | AB       | Saw Htoo Pwe Moo |
| 26  | Thailand | AB       | Khun Aung Soe    |
| 27  | Thailand | MF       | Hein Htet Aung   |
| 28  | Thailand | MF       | Soe Myat Min     |
| 29  | Thailand | MF       | Hla Myo          |
| 30  | Thailand | ST       | Hlaing Myint Thu |

## Trainer
| Name           | Zeit beim Thitsar Arman FC | Zeit beim Thitsar Arman FC |
| Name           | von                        | bis                        |
| -------------- | -------------------------- | -------------------------- |
| U Paw Tun Kyaw | ?                          | ?                          |

## Saisonplatzierung seit 2023
| Saison  | Liga                    | Liga  | Liga   | Liga | Liga | Liga | Liga  | Liga   | Liga     | Pokal        |
| Saison  | Liga                    | Level | Spiele | S    | U    | N    | Tore  | Punkte | Position | Pokal        |
| ------- | ----------------------- | ----- | ------ | ---- | ---- | ---- | ----- | ------ | -------- | ------------ |
| 2023    | MNL-2                   | 2     | 18     | 14   | 2    | 2    | 55:10 | 24     | 1. ▲     |              |
| 2024/25 | Myanmar National League | 1     | 22     | 7    | 3    | 12   | 39:44 | 24     | 8.       | Gruppenphase |